# Simplicity Hill
La Simplicity Hill (in lingua inglese: collina della semplicità) è una piccola collina antartica libera dal ghiaccio, situato 1,6 km a ovest della Crilly Hill, sul fianco settentrionale del Ghiacciaio McGregor, nei Monti della Regina Maud, in Antartide. 
La denominazione è stata assegnata dalla Texas Tech Shackleton Glacier Expedition (1962–63), la spedizione antartica della Texas Tech University al Ghiacciaio Shackleton, in relazione sia alla facilità con cui fu possibile raggiungerla, che alla relativa semplicità della sua natura geologica.